# La Mer
La Mer er en fransk stumfilm fra 1895 af Louis Lumière.